# Салават (песня)
«Салават» (баш. Салауат) — башкирская народная песня жанров кыска-кюй и узун-кюй, посвящённая Салавату Юлаеву.
Кыска-кюй «Салават» относится к числу самых ранних песен о Салавате. Она записана Л. Н. Лебединским в 1938 году от писателя Н. Карипова, уроженца деревни Старохалилово (Дуванский район РБ). Напев этой песни маршевый, мажорный, бодрый.
Другой вариант песни «Салават» имеет лирический характер. Это напевная песня, типичная узун-кюй. В ней отразилось горе народа, жалость к трагической судьбе героя. Песня записана Л. Н. Лебединским в 1937 году от Б. Магадеевой в селе Аскарово (Абзелиловский район РБ). Песни начинаются одним и тем же четверостишием.
Общие черты народных песен о Салавате Юлаеве: отсутствие сложной музыкальной орнаментации, устойчивая мелодическая линия напевов, чёткий ритм. Варианты песни «Салават» опубликованы в сборнике «Башҡорт халҡ йырҙары» («Башкирские народные песни») (Уфа, 1954) и других.

## Использование мелодии
Мелодия песни «Салават» (кыска-кюй) использована в симфонической поэме «Салават» А. С. Ключарева, в опере «Салават Юлаев» и симфонической увертюре З. Г. Исмагилова, в симфонической поэме Н. Г. Сабитова, в музыке А. И. Хачатуряна к художественному фильму «Салават Юлаев» и Х. Ф. Ахметова, в пьесе «Салават» Б. Бикбая.